# Gungartan
Der Gungartan ist ein Berg in den Australischen Alpen im australischen Bundesstaat New South Wales.
Der Berg liegt außerhalb der Main Range der Great Dividing Range im Kosciuszko-Nationalpark. In seiner unmittelbaren Umgebung befinden sich die Berge Mount Tate, Mount Jagungal, Back Perisher Mountain, Mount Twynam, Mount Perisher und Carruthers Peak.
Der Berggipfel wird im Sommer häufig erwandert, da er eine gute Sicht auf die ihn umgebenden Nationalparks ermöglicht. Da er im Winter zumeist von Schnee bedeckt ist, ist er ein Ziel für Skitouren.